# Tasso (Italië)
Tasso is een plaats (frazione) in de Italiaanse gemeente Terranuova Bracciolini.